# Ем Лангле
Ем Лангле (фр. Hem-Lenglet) је насеље и општина у североисточној Француској у региону Север-Па д Кале, у департману Север која припада префектури Камбре.
По подацима из 2011. године у општини је живело 583 становника, а густина насељености је износила 118,02 становника/km². Општина се простире на површини од 4,94 km². Налази се на средњој надморској висини од 37 метара (максималној 60 m, а минималној 32 m).

## Демографија
| 1962. | 1968. | 1975. | 1982. | 1990. | 1999. | 2011. |
| ----- | ----- | ----- | ----- | ----- | ----- | ----- |
| 555   | 577   | 556   | 466   | 462   | 470   | 583   |

График промене броја становника у току последњих година